# Синий платочек
«Синий платочек» —  вальс, написанный Ежи Петерсбурским на слова Станислава Лаудана или Якова Галицкого, одна из песен времён Великой Отечественной войны, приобретшая всенародную известность. Автор музыки — польский композитор и пианист Ежи Петерсбурский. Автором первоначального текста и названия песни является советский поэт и драматург Яков Галицкий
или польский писатель Станислав Лаудан.

## Создание песни
После разделения Польши в 1939 году Е. Петерсбурский, работавший пианистом в известном польском оркестре Генриха Гольда (1899—1977), вместе с коллективом оказался в отошедшем к Советскому Союзу Белостоке. Весной 1940 года оркестр под названием «Голубой джаз» гастролировал в московском саду «Эрмитаж». Там впервые прозвучал новый вальс, написанный Петерсбурским во время недавних гастролей в Днепропетровске. Присутствовавший на концерте поэт и драматург Яков Галицкий обратил внимание на яркую, напевную мелодию и тут же, в зале записал в блокноте возникший в его воображении текст. Встретившись после концерта с Петерсбурским в гостинице, Галицкий показал ему свои черновые наброски. Композитору текст понравился, но он попросил дописать ещё несколько куплетов. Через несколько дней песня была полностью готова, и на очередном концерте её впервые исполнил солист «Голубого джаза» Станислав Лаудан (1912—1992). Впоследствии в эмиграции он исполнял песню по-польски и называл себя автором польского текста.
Новая лирическая песня была тепло принята публикой и очень быстро стала шлягером. Её стали включать в свой репертуар известные исполнители: Лидия Русланова, Изабелла Юрьева, Вадим Козин, Екатерина Юровская. В 1940 году «Синий платочек» был дважды записан на пластинку: 24 сентября в Москве его напела И. Юрьева, а в ноябре в Ленинграде — Е. Юровская.

Синенький скромный платочек

Падал с опущенных плеч.

Ты говорила, что не забудешь

Ласковых радостных встреч.

Порой ночной

Ты распростилась со мной.

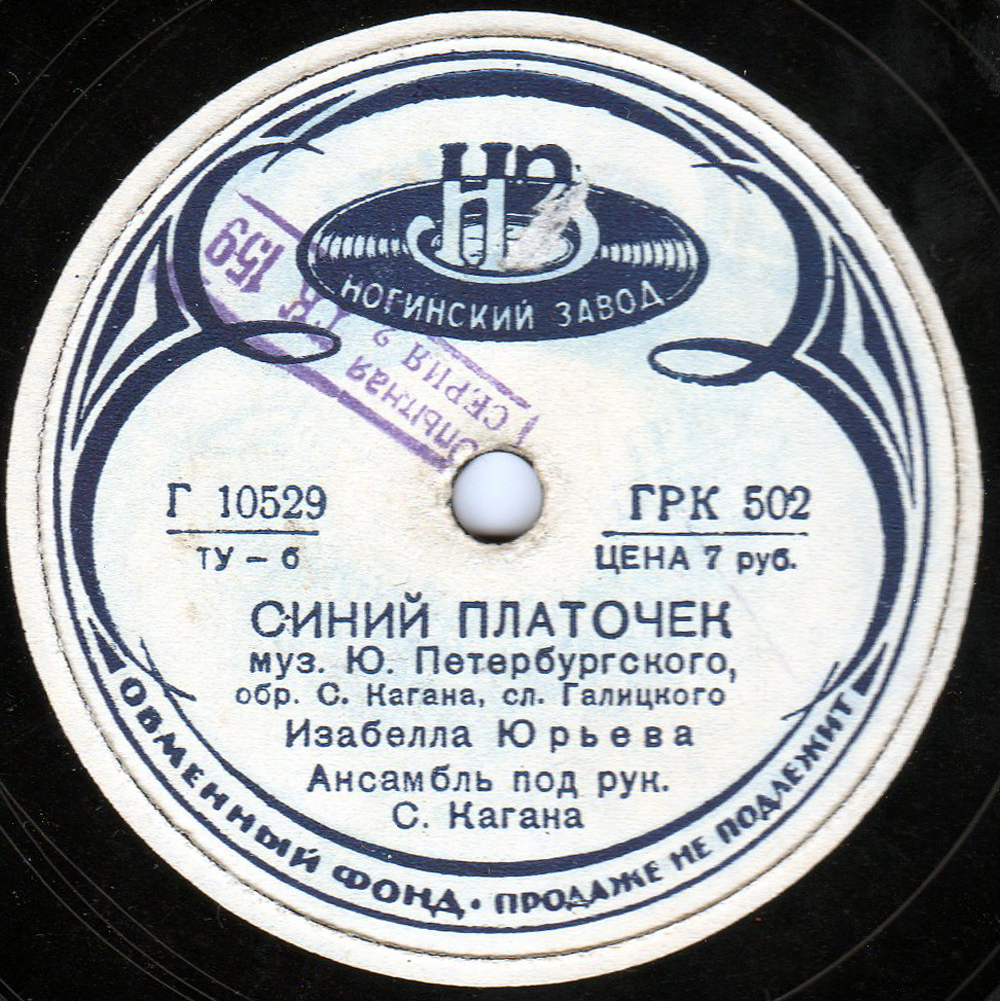

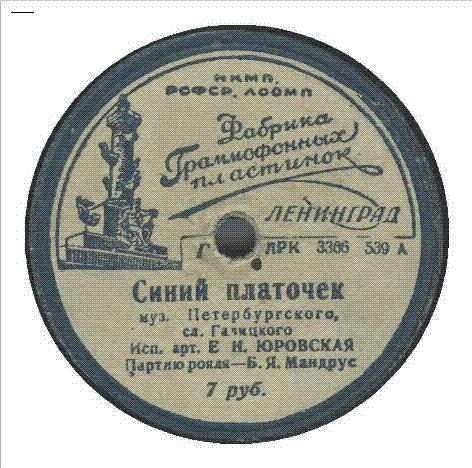

Нет прежних ночек, где ж ты, платочек,

Милый, далёкий, родной.

Кончилась зимняя стужа,

Даль голубая ясна.

Сердце согрето, верится в лето,

Солнцем ласкает весна.

И вновь весной

Под знакомой тенистой сосной

Мелькнёт, как цветочек, синий платочек,

Милый, любимый, родной.

Песню подхватили различные певцы и оркестры, она зазвучала на танцплощадках, став одной из самых популярных в последний предвоенный год.

## В исполнении Станислава Лаудана
В воспоминаниях Станислава Лаудана
 
содержится описание истории создания этой песни: мелодия и слова были созданы во время игры в покер в доме Кварта, который был главой Союза Музыкантов в Белостоке. Автором текста был Станислав Лаудан, а автором мелодии - Ежи Петерсбурский. Оригинальный текст был написан на польском языке в 1940 году и описывал расставание с женщиной с глазами такими же голубыми, как голубая шелковая платочка, покрывающая ее плечи. В ту же ночь текст был переведен на русский язык Генрихом Гольдом, Ежи Петерсбурским, Станиславом Лауданом и Квартом. Эта версия впервые была исполнена Станиславом Лауданом в Вильнюсе во время второго выступления джазового ансамбля Генриха Гольда и Ежи Петерсбурского (позднее известного как Государственный Белостокский Джазовый Оркестр). В воспоминаниях Лаудана приводятся слова русского рецензента: "Голубая платочка [..] - новая песня для великой армии Союза Советских Республик. Лаудан также пишет в своих воспоминаниях, опубликованных в 1957 году, что "до сегодняшнего дня эта песня, которую поют солдаты Красной Армии во время марша, но мне кажется маловероятным, что они осознают, что песня была написана двумя поляками". Станислав Лаудан (после войны, выступающий на эмиграции как Стэнли Лаудан) также выпустил ноты и записал английскую версию песни.

## В исполнении Лидии Руслановой
В августе 1942 года в студии выпускавшей гибкие диски московской Экспериментальной фабрики грампластинок (главный столичный производитель пластинок — Апрелевский завод — был в то время в эвакуации) Русланова записала четыре песни, в том числе «Синий платочек», который она с апреля исполняла на фронтах перед бойцами. В стихах Якова Галицкого было изменено окончание, звучавшее теперь так:

Ты уезжаешь далёко.

Вот беспощадный звонок,

И у вагона ночью бессонной

Ты уже странно далёк.

Ночной порой

Мы распрощались с тобой.

Пиши, мой дружочек, хоть несколько строчек,

Милый, хороший, родной…

Однако эта запись так и не была тогда выпущена. Причина состояла в том, что на обороте диска была помещена впервые записанная на пластинку песня композитора К. Листова и поэта А. Суркова «В землянке», не пропущенная цензурой к распространению как якобы пессимистическая. Руслановская версия «Платочка» 1942 года была издана лишь спустя 40 лет. Уникальный пробный экземпляр посчастливилось отыскать киевскому филофонисту В. П. Донцову. В 1976 году запись была продемонстрирована в декабрьском выпуске телепередачи «Песня далёкая и близкая», а после реставрации «Синий платочек» и «Землянка» в исполнении Руслановой были выпущены фирмой «Мелодия» в 1982 году.

## «Двадцать второго июня, ровно в четыре часа»
В своих воспоминаниях поэт-фронтовик А. Сурков писал:

Уже с первых дней войны стало слышно, что рядом с коваными строками «Идет война народная, священная война» в солдатском сердце теплятся тихие лирические слова песенки «Синенький скромный платочек». Так и было. Более того — в солдатских окопах и землянках в короткие минуты отдыха пели не только прежний довоенный вариант «Синего платочка». Повсеместно бытовали самые различные его переделки: лирические, шуточные, сатирические…"

В первые же дни войны поэт Борис Ковынев сложил следующие строки:

Двадцать второго июня

Ровно в четыре часа

Киев бомбили. Нам объявили,

Что началася война.

Кончилось мирное время,

Нам расставаться пора.

Я уезжаю, быть обещаю

Верным тебе до конца.

И ты смотри,

С чувством моим не шути!

Выйди, подруга, к поезду друга,

Друга на фронт проводи.

Дрогнут колёса вагона,

Поезд помчится стрелой.

Ты мне с перрона, я — с эшелона

Грустно помашем рукой.

Пройдут года,

Снова я встречу тебя.

Ты улыбнёшься, к сердцу прижмёшься

И поцелуешь, любя.

С той поры появилось несколько десятков текстовых версий и переделок на мотив «Синего платочка», но строчки «Двадцать второго июня, ровно в четыре часа» навсегда сохранились в народной памяти. Юрий Бирюков пишет:

Несколько лет назад поэт-песенник Сергей Павлович Красиков, длительное время редактировавший литературно-художественный альманах «Поэзия», рассказал мне, что стихи про «двадцать второе июня», в числе других, принёс к нему однажды поэт Борис Ковынев и предложил опубликовать в разделе, составленном из произведений, родившихся в годы Великой Отечественной войны. Он показал при этом вырезку с их публикацией в одной из фронтовых газет, подписанной его фамилией. Однако члены редколлегии сочли эти стихи примитивными и не заслуживающими опубликования в альманахе.
Возможно, они были правы. Но эти строки сочинялись оперативно, по горячим следам событий. А главное — были подхвачены и запеты миллионами. Сам Ковынев об этом, наверное, не знал и не догадывался. Во всяком случае, не настаивал на выполнении своей просьбы. Забрал стихи и ушёл. К тому времени он был уже довольно пожилым человеком.

## В исполнении Клавдии Шульженко
А тем временем молодая певица Клавдия Шульженко и её муж Владимир Коралли вместе с созданным ими джаз-оркестром, как и многие другие артисты, давали концерты во фронтовых частях. В феврале 1942 года они выступали на Волховском фронте. Отчёт о концерте должен был написать сотрудник газеты «В решающий бой» Волховского фронта лейтенант Михаил Максимов.

Как-то артистка со своим ансамблем выступала в гвардейской части генерала Н. Гагена на легендарной Дороге жизни через Ладожское озеро. Здесь она познакомилась с сотрудником газеты 54-й армии Волховского фронта лейтенантом Михаилом Максимовым. «Узнав, что я пишу стихи, — вспоминал Максимов, — Шульженко попросила меня написать новый текст „Синего платочка“. „Песня популярна в народе, — сказала она, — у неё приятная мелодия. Но нужны слова, которые бы отражали нашу великую битву с фашизмом“».

В книге Вячеслава Хотулева «Клавдия Шульженко: жизнь, любовь, песня» эта история изложена немного по-иному:

Однажды после концерта в части… к Клавдии Ивановне подошёл молодой лейтенант… Сказал, что его зовут Михаил Максимов и что он написал новые слова на мотив «Синего платочка». Эта песня уже года три как находилась в обойме популярных песен. 22-летний лейтенант, краснея и запинаясь, предложил ей свои стихи, она обещала их почитать. Наивные и искренние строки Максимова ей очень понравились. Вечером того же дня она исполнила песню Е. Петерсбурского на слова Максимова. Потом Михаил всем желающим переписывал «слова». Через неделю о песне знал весь Волховский фронт. Через два месяца — вся передовая… и весь тыл.

М. Максимов взял за основу уже известный текст Галицкого, но изменил часть строчек на современный военный лад. Его стихи заканчивались словами: «Строчит пулеметчик за синий платочек, что был на плечах дорогих». В этой редакции стихотворение было напечатано во фронтовой дивизионной газете «За Родину!» с подписью «Лейтенант М. Максимов».
К. Шульженко стала исполнять новый вариант песни на фронтовых концертах. А в ноябре 1942 года на экраны страны вышел фильм «Концерт фронту», поставленный на Центральной студии кинохроники режиссёром М. Слуцким. В съёмках участвовали многие известные артисты, в том числе Шульженко с исполнением «Синего платочка», впервые записанного с текстом Максимова. Тогда же переписанная со звуковой дорожки фильма запись была выпущена небольшим тиражом в блокадном Ленинграде. В октябре 1942 года было возобновлено прерванное войной производство грампластинок на Апрелевском заводе. В числе первых записей был и «Синий платочек» в исполнении Клавдии Шульженко.
Песня «Синий платочек» стала символом Великой Отечественной, даже через много лет после войны Клавдия Шульженко не снимала её с репертуара, а образ самой певицы с синеньким платочком в руках стал хрестоматийным. В 1976 году во время своего юбилейного концерта, открывая его, семидесятилетняя певица вышла на сцену Колонного зала Дома Союзов, держа в руке синий шелковый платок. Зал встал и стоя аплодировал. Эти аплодисменты предназначались не только самой певице, но и песне, прошедшей тяжелейшую войну вместе с солдатами.
Текст М. Максимова:

Помню, как в памятный вечер

Падал платочек твой с плеч,

Как провожала и обещала

Синий платочек сберечь.

И пусть со мной

Нет сегодня любимой, родной,

Знаю, с любовью ты к изголовью

Прячешь платок дорогой.

Письма твои получая,

Слышу я голос родной.

И между строчек синий платочек

Снова встаёт предо мной.

И часто в бой

Провожает меня облик твой.

Чувствую, рядом с любящим взглядом

Ты постоянно со мной.

Сколько заветных платочков

Мы сохраняем с собой!

Нежные речи, девичьи плечи

Помним в страде боевой.

За них, родных,

Желанных, любимых таких,

Строчит пулеметчик за синий платочек,

Что был на плечах дорогих.

В фильме «Концерт фронту» был ещё один куплет — о будущей мирной жизни, который в послевоенное время уже не исполнялся:

Кончится время лихое,

С радостной вестью приду.

Снова дорогу к милой порогу

Я без ошибки найду.

И вновь весной

Под знакомой ветвистой сосной

Милые встречи, нежные речи

К нам возвратятся с тобой.

## Народные варианты
Как уже отмечалось раньше, песня была очень любима и существовала в разных народных вариантах. Вот текст, записанный в феврале 1942 года в дневнике-песеннике Марии Сорокиной, девушки из глубокого тыла — Свердловской области:

Скромненький, синий платочек

Падал с опущенных плеч.

Ты говорила, что не забудешь

Тёплых и ласковых встреч.

Порой ночной

Мы расставались с тобой.

Нет больше ночек, синий платочек,

Милый, любимый, родной.

Кончилась зимняя стужа,

Даль голубая ясна.

Сердце согрето, верится в лето,

Солнцем ласкает весна.

Порой ночной

Мы расставались с тобой.

Нет больше ночек, синий платочек,

Милый, любимый, родной.

Помнишь, при нашей разлуке

Ты принесла мне к реке

С лентой прощальной букет незабудок

В скромненьком синем платке.

Порой ночной

Мы расставались с тобой.

Нет больше ночек, синий платочек,

Милый, любимый, родной.

В пятом выпуске звукового журнала «Кругозор» за 1965 год, вышедшем к 20-летию Победы, на седьмой звуковой странице (в оглавлении — «Песни, принесённые в вещмешках»), звучит ещё один вариант этой замечательной песни (исполнительница неизвестна):

Синенький, скромный платочек

Падал с опущенных плеч.

Ты говорила, что не забудешь

Ласковых радостных встреч.

Порой ночной

Мы повстречались с тобой.

Нет уж тех ночек, где ж ты, платочек,

Милый, желанный, родной.

Кончились зимние стужи,

Даль голубая ясна.

Солнцем согрета, песней воспета,

Землю согрела весна.

И мне не раз

Снится в предутренний час:

Кудри в платочке, искры-цветочки

Ласковых девичьих глаз.

## В культуре
«Синий платочек» (1943) — комедийная пьеса Валентина Катаева.
«Синенький скромный платочек» (1982) — повесть Юза Алешковского, написанная в форме монолога в письмах от лица душевнобольного ветерана Великой Отечественной войны.
В 2016 году благотворительным фондом «Русская земля» была запущена программа сохранения исторической памяти и укрепления мира «Синий платочек». Два основных направления проекта: патриотическая программа «Синий платочек Победы», направленная на привлечение внимания к сохранению исторической памяти о подвиге женщин в годы Великой Отечественной войны и в восстановлении послевоенной страны; и международная программа «Синий платочек мира», являющаяся международной площадкой для диалога между народами разных стран. Одним из ключевых мероприятий программы является массовый танцевальный флешмоб на одной из главных площадей разных городов, когда его жители исполняют вальс с синими платочками под одноимённую песню в исполнении К. Шульженко. Акция прошла в Туле, Москве, Барнауле, Воронеже, Яровом (Алтайский край), Плавске (Тульская область), Софии и Пловдиве (Болгария), Берлине (Германия). Автор и руководитель программы — А. Г. Данилова.